# Kutter

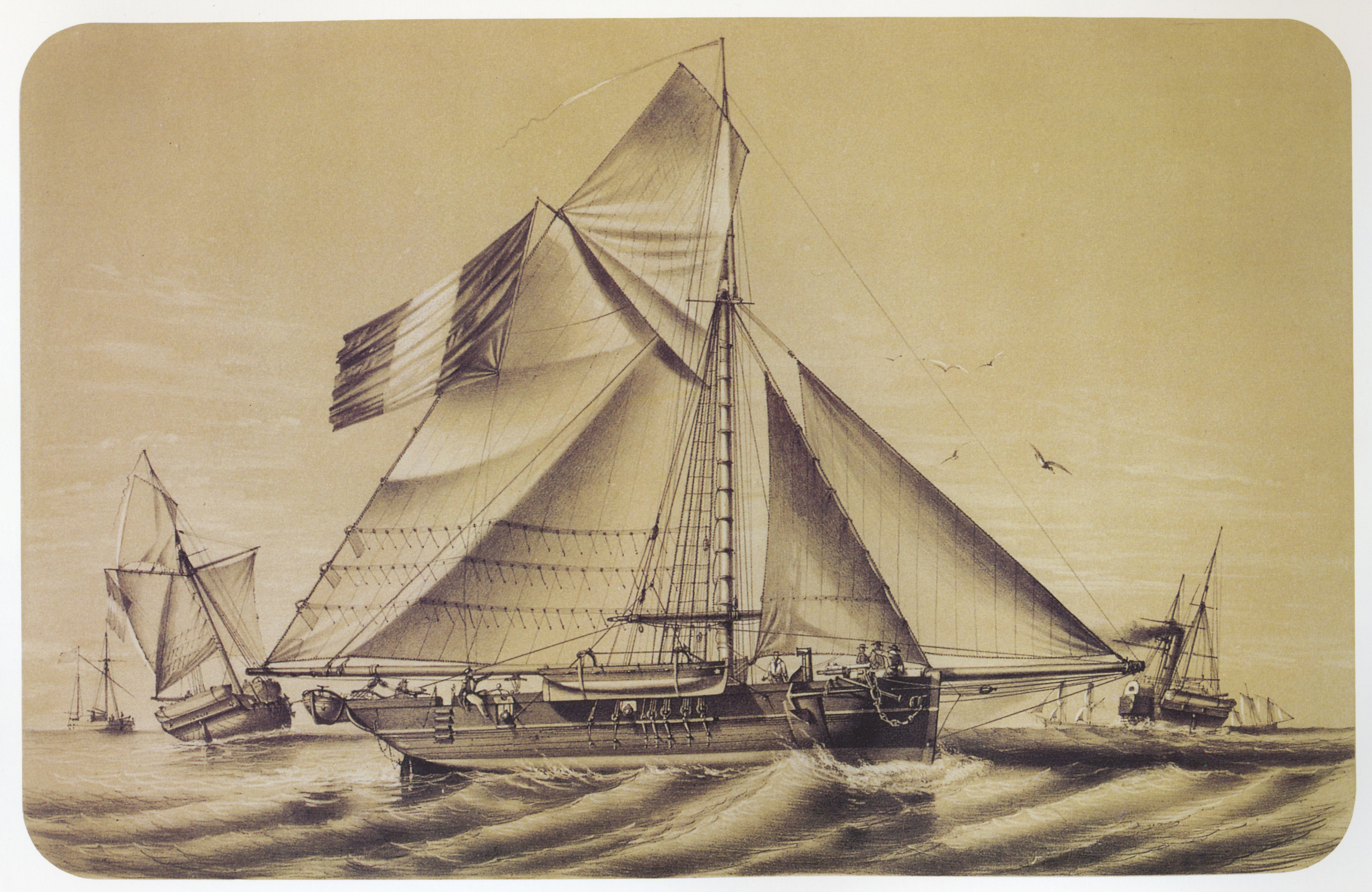
Traditionell kutter

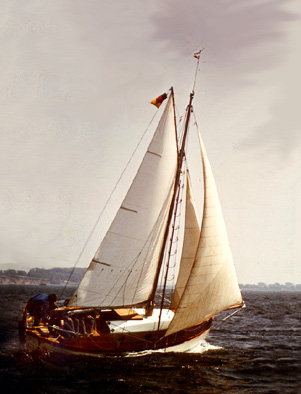
Båt med kutterrigg enligt modern definition

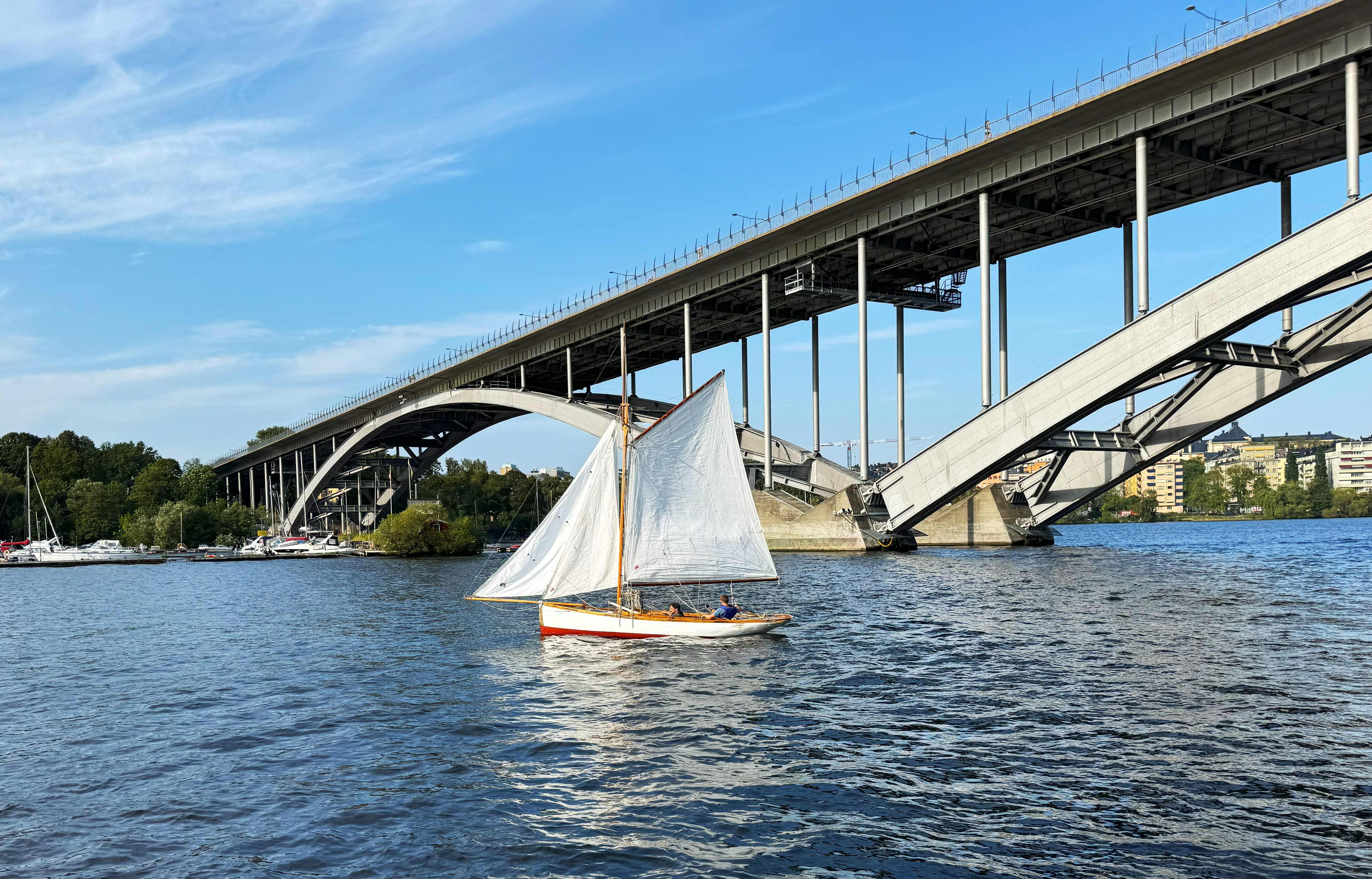
Den gaffelriggade kuttern Edda i Riddarfjärden vid Västerbron i Stockholm. Hon är konstruerad av Henning Smith och byggt 1886 på Kummelnäs båtvarv i Nacka.

Kutter (av engelska: cutter, "skära" eller "klyva") är ett mindre segelfartyg. Ordets betydelse har ändrats med tiden och numera kan flera betydelser särskiljas.
Förr stod ordet för "välseglande enmastad skuta". Under senare 1800-tal avsågs ett mindre enmastat fartyg med skarp bottenform och stort djupgående, med gaffelsegel, gaffeltoppsegel, stagfock och klyvare. Det kan föra också flygande jagare och bredfock eller spinnaker. En typ av fiskefartyg försedda också med mesanmast, smack, kom i Sverige att kallas kuttrar. Numera avser man med kutter ofta vilken som helst enmastad båt riggad med två försegel, varav det främre är fäst vid däck eller ett fast bogspröt.

## Engelsk kutter
I slutet av 1800-talet började man använda ångdrivna fiskefartyg. De äldre kuttrarna bjöds ut till försäljning och många hamnade i Bohuslän. På Gullholmen fanns det 57 kuttrar 1912. Även Mollösund och Grundsund blev stora kutterhamnar.
Svenska kryssarklubben anordnar årligen seglarskola på Gratitude, en väl bevarad engelsk kutter.

## Modern riggterminologi
I formell rigg-terminologi så är en kutter-rigg en bermuda- eller gaffel-rigg med två eller flera förstag för lika många stagsegel. Förstagen kan vara fästade i ett fast bogspröt.
Motsvarande rigg med bara ett förstag kallas sluprigg. Om förstagen är fästade i reglerbar rundhult (jagar- eller klyvarbom) så är det en jakt-rigg.